# ألبوم العائلة (رواية)
ألبوم العائلة هي إحدى روايات الروائية الأمريكية دانيال ستيل (بالإنجليزية Family Album) وهي من الروايات.

## نبذة قصيرة
تدور أحداث الرواية عن قصة حياة ممثلة هوليودية استطاعت ان تصل للنجومية وان تؤسس عائلة مترابطة في وقت تداعت فيه الروابط العائلية، وعندما تجتمع العائلة في جنازتها يتذكر أفرادها التضحيات التي بذلتها كأم لتجمع شمل اسرتها ويعرفون اهمية البوم العائلة.